# Bullpen Bulletins
«Bullpen Bulletins» (первоначальное название «Marvel Bullpen Bulletins») — страница новостей и информации, которая появлялась в большинстве ежемесячных комиксов Marvel Comics. В различных воплощениях с момента своего появления в 1965 году и до своего исчезновения в 2001 году, она включала в себя такие пункты, как превью предстоящих публикаций Marvel («Mighty Marvel Checklist»), новости о сотрудниках Marvel и их профили, случайные ссылки на реальные тенденции и события, и, возможно, наиболее известная «Stan’s Soapbox» (альтернативное название «Stan Lee’s Soapbox»), ежемесячная колонка, написанная Стэном Ли.
С помощью «Bullpen Bulletins» Ли создал дружелюбный, болтливый редакторский голос Marvel Comics — «Стиль, который можно охарактеризовать как хипстерский — две части Лорда Бакли, одна часть Остина Пауэрса», поставив «Себя в один ряд с читателями в то время, когда конкурирующие редакторы DC обычно выглядели… как… чопорные взрослые».
Страница «Bullpen Bulletins» была местом, где Ли размышлял о «Быке» Marvel, штате собственных создателей, которые выпускали комиксы компании. Он часто награждал сотрудников и создателей Marvel красочными прозвищами; такие прозвища, как Стэн «Человек» Ли и Джек «Король» Кирби, проникли в массовую культуру. Вымышленный сотрудник Marvel Ирвинг Форбуш также регулярно становился объектом юмора Ли. Там же были популяризированы такие фразы, как «Excelsior!», «'Nuff said», «True Believer» и «Make Mine Marvel», а также другие основные приемы компании, такие как «No-Prize».
Ли часто использовал «Marvel Bullpen Bulletins» и «Stan’s Soapbox», чтобы уколоть других издателей комиксов, который он называл «Выдающимся конкурсом» (англ. Distinguished Competition)(то есть DC) или, более пренебрежительно, «Бренд Эхх» (англ. Brand Echh).
В 1982 году в одном из выпусков «Bullpen Bulletins» тогдашний главный редактор Marvel Джим Шутер дал определение и описание Marvel Bullpen:
«В старые времена практически у каждой компании, выпускающей комиксы, была большая комната, где все художники и писатели сидели вместе, создавая свои четырехцветные произведения. Творческие люди, как правило, были разговорчивыми, и обычно в этих легендарных комнатах раздавалось довольно много „Bull“, так что прозвище „Bullen“ было естественным. В любом случае, в наши дни большинство художников и писателей предпочитают работать в собственных студиях, но, тем не менее, здесь, в Marvel, у нас есть большая комната, производственная мастерская, где все наши художники/производственники работают над вставками, коррекцией шрифтов, художественной правкой и т. д. И хотя редакторы сидят в маленьких офисах по бокам, мы все равно называем все это „Marvel Bullpen“. Это традиция, восходящая к тем временам, когда мы действительно работали в одной комнате!»

## История

### 1965—1972
Тон «Bullpen Bulletins» был навеян серией приключенческих книг для мальчиков, которые Ли читал в детстве. В конце каждой книги Джерри Тодда, написанной Лео Эдвардсом, была необычная особенность — печатные письма от читателей и теплые, неформальные ответы автора на них.
Как сказал Ли в интервью 1992 года: «Я не знаю, сознательно ли я вспомнил эти книги, когда спустя годы решил сделать страницу „Bullpen“, или же это было бессознательное влияние, и только потом я понял, откуда у меня взялась эта идея. Я точно знаю, что неформальный и косвенный разговор с читателями казался мне естественным».
То, что стало «Bullpen Bulletins», начиналось как часть раздела писем во флагманском издании Marvel «Fantastic Four». Этот двухстраничный раздел часто завершался «Special Announcements Section», где Ли отвечал на общие письма и рекламировал другие издания Marvel. Впервые «The Mighty Marvel Checklist» появился в разделе специальных объявлений в «Fantastic Four» #33 (декабрь 1964 г.).
Отдельная страница «The Merry Marvel Bullpen Page» появилась в комиксах с обложками за июль и август 1965 года, но "The Mighty Marvel Checklist"и специальные анонсы по-прежнему были на страницах писем. Наконец, первая отдельная страница «Marvel Bullpen Bulletins» с «Контрольным списком» и «Специальными объявлениями» появилась в выпусках, датированных декабрем 1965 года.
На протяжении многих лет, начиная примерно с этого времени, каждый выпуск «Bullpen Bulletins» включал аллитерационный подзаголовок. Первый из них гласил: «Больше веселых, монументальных, ошеломляющих меморандумов от ваших сумасшедших из Marvel!». Другие запоминающиеся подзаголовки включают «Глубокое попурри из недоуменных заявлений и нелепой философии, не предвещающее практически ничего!».
«Stan’s Soapbox» впервые появился в «Marvel Bullpen Bulletins» в июне 1967 года. Позже, когда Томас заменил Ли на месте, которое изначально было отведено под «Stan’s Soapbox», его колонка стала называться «Roy’s Rostrum».